# Economia da Albânia
A Albânia é um dos países mais pobres da Europa, e tem enfrentado dificuldades bem maiores que os seus vizinhos dos Bálcãs para modernizar a sua economia. Nos últimos anos, o crescimento macroeconômico se situou em média nos 5% ao ano, e a inflação tem permanecido estável. O governo tem adotado medidas para combater o crime organizado e recentemente pôs em prática um pacote fiscal para combater a economia informal e atrair o investimento estrangeiro.
O país é ajudado pelas remessas dos albaneses que trabalham no exterior, que correspondem a 15% do Produto Interno Bruto do país. A agricultura, que emprega mais da metade da população porém gera pouco mais de 20% do PIB, é realizada em pequenas propriedades e é predominantemente de subsistência, devido à falta de equipamentos modernos e uma titularidade incerta das propriedades. A escassez de energia elétrica, que se baseia principalmente na hidroeletricidade, assim como uma infraestrutura antiquada e inadequada dificultam a atração de novos investimentos externos.
Com a ajuda de fundos da União Europeia o país está investindo na modernização de suas rodovias e ferrovias, cuja obsolescência há anos dificulta seu desenvolvimento.

## Produto Interno Bruto
- População Ativa: 1.548.000
- Balança do Estado: Entradas: 89.145 milhões de Lek Despesas: 137.254 milhões de Lek
- Dívida Externa: 975 milhões de dólares
- Ajudas Externas: 480 milhões de dólares

## Setores

### Setor primário

#### Agricultura
| Produto   | Hectares | Toneladas |
| --------- | -------- | --------- |
| Trigo     | 132.000  | 3.300     |
| Melancia  | -        | 2.200     |
| Milho     | 60.000   | 2.150     |
| Batata    | 12.000   | 1.800     |
| Tomate    | 5.000    | 1.620     |
| Uva       | -        | 750       |
| Beterraba | 2.000    | 500       |
| Azeitona  | -        | 480       |
| Feijão    | 27.000   | 300       |

#### Pecuária
Rebanho
| Tipo     | Cabeças   |
| -------- | --------- |
| Aves     | 4.000.000 |
| Ovinos   | 1.941.000 |
| Caprinos | 1.120.000 |
| Bovinos  | 720.000   |
| Asininos | 113.000   |
| Suínos   | 81.000    |

Produtos
| Produtos | Toneladas |
| -------- | --------- |
| Pele     | 12.000    |
| Peixe    | 2.745     |